# Geldstrafe (Deutschland)
Die Geldstrafe ist im Strafrecht eine Strafe, die nur durch ein Urteil oder durch einen Strafbefehl im Strafprozess verhängt werden kann. Sie ist damit von den zivilrechtlichen Entschädigungszahlungen, Ordnungsgeldern, Bußgeldern, Zwangsgeldern oder anderen Ordnungsmitteln zu unterscheiden. Ebenso ist sie von der Geldauflage bei einer Verfahrenseinstellung zu unterscheiden.

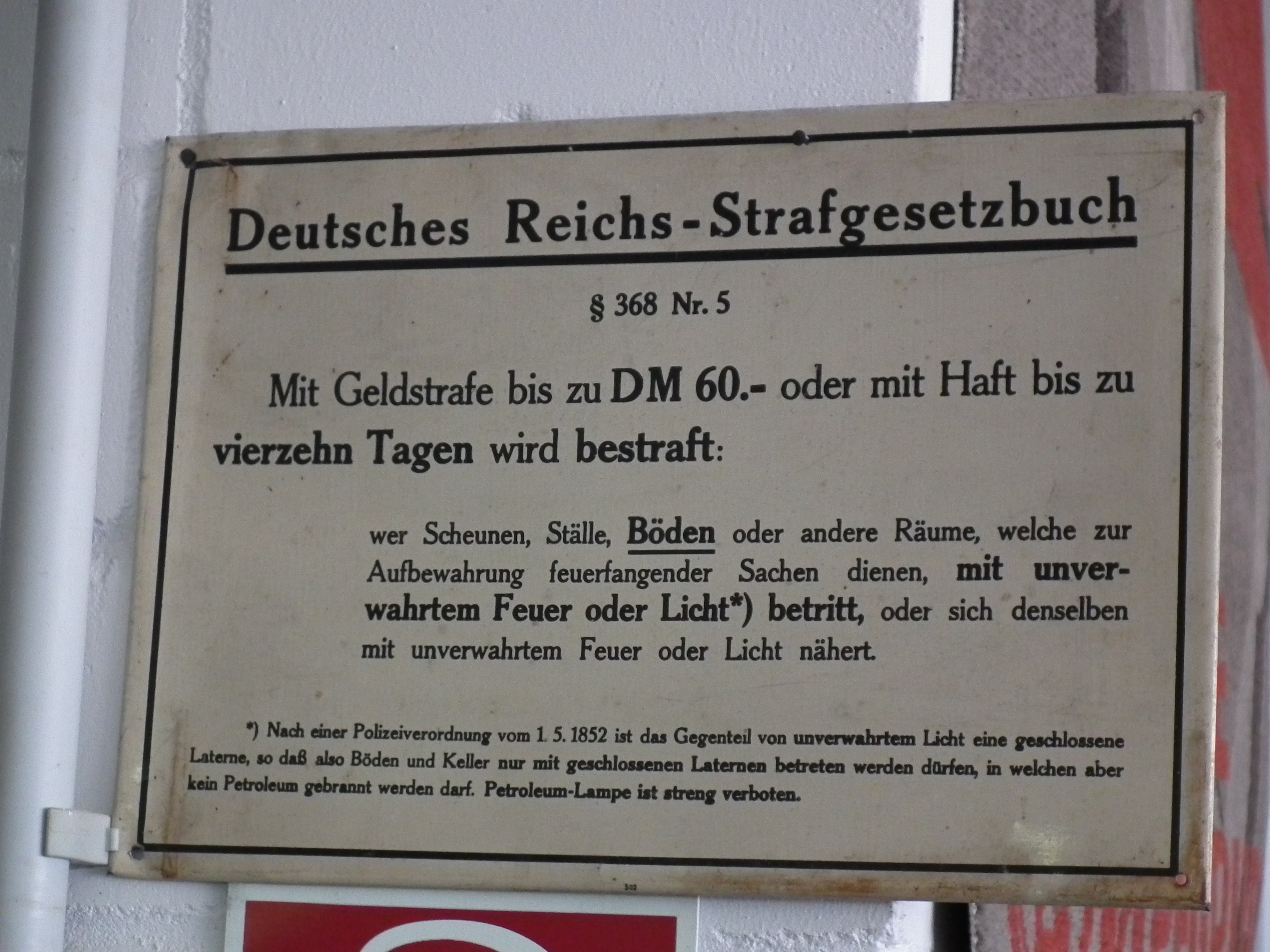
Historisches Schild mit Androhung einer Geldstrafe bis zu 60 DM oder Haft bis zu 14 Tagen gemäß § 368 Reichsstrafgesetzbuch

Der Entzug von Geld und Vermögen ist eine der ältesten Strafformen. Lange Zeit diente die Geldzahlung dabei als eine Art Ausgleichs- und Wiedergutmachungsleistung für das vom Täter begangene Unrecht und wurde direkt an den Geschädigten gezahlt. In der Moderne mit der Zentralisierung der Staatsgewalt wurden in vielen Ländern die beiden Aspekte „Wiedergutmachung“ (zivilrechtliche Entschädigung) und „Strafe“ getrennt. Der Verurteilte zahlt heute die Geldstrafe direkt an den Staat, genauer: an den Justizhaushalt des jeweiligen Bundeslandes. Ziel der Sanktion ist es dabei, den Betroffenen für einen bestimmten Zeitraum bzw. für ein bestimmtes Maß in seinen Konsummöglichkeiten einzuschränken. Dies soll ihm einen Denkzettel verpassen und ihn damit veranlassen, in Zukunft rechtskonform zu handeln (negative Spezialprävention).
Die Geldstrafe ist in Deutschland die am häufigsten angewandte Strafart. Etwa 80 % aller Strafen sind Geldstrafen (ca. 20 % Freiheitsstrafen). Im Jahr 2019 wurden in 567.243 Verfahren Geldstrafen ausgesprochen. 80 % der Verurteilungen betrafen Männer. Die Geldstrafe ist die im Vergleich zur Freiheitsstrafe mildere Sanktion. Die zugrundeliegenden Delikte waren im Jahr 2019:
| Delikte                                         | Männer | Frauen |
| Straftaten im Straßenverkehr                    | 29 %   | 23 %   |
| Betrug und Untreue                              | 18 %   | 30 %   |
| Diebstahl und Unterschlagung                    | 11 %   | 20 %   |
| Straftaten gegen die körperliche Unversehrtheit | 7 %    | 3 %    |
| Straftaten nach dem Betäubungsmittelgesetz      | 9 %    | 4 %    |
| Beleidigung                                     | 4 %    | 3 %    |
| Sonstige                                        | 22 %   | 17 %   |

(Quelle: Destatis, Strafverfolgung – Fachserie 10 Reihe 3 – 2019, Tabelle 3.3)

## Verfahren
Zuständig für die Entscheidung, ob und in welcher Höhe eine Geldstrafe verhängt wird, ist das (Amts-)Gericht. In der Mehrzahl der Verfahren findet keine Verhandlung vor dem Gericht statt. Vielmehr wird im schriftlichen Strafbefehlsverfahren dem Verurteilten die Entscheidung des Gerichts angekündigt (§§ 407 ff. StPO). Der Strafbefehl wird zuvor von der Staatsanwaltschaft verfasst und in der Regel vom Gericht nicht mehr verändert.
Der Verurteilte hat nach Zustellung des Strafbefehls zwei Wochen Zeit, Einspruch gegen die Entscheidung einzulegen. Legt er diesen ein, kommt es zu einer Gerichtsverhandlung. Bis dahin gilt er als „nicht verurteilt“.
Es ist möglich, den Einspruch auf eine Rechtsfolge zu begrenzen. Zum Beispiel kann nur gegen die Höhe des Tagessatzes (s. u.) Einspruch eingelegt werden. Es kann auf eine Hauptverhandlung verzichtet werden, dann ergeht die Entscheidung ohne eine solche.
Wird der Einspruch nicht oder nicht fristgerecht eingelegt, ist die Entscheidung rechtskräftig. Nach Rechtskraft kommt es zur Vollstreckung der Geldstrafe. Hierfür ist die Staatsanwaltschaft zuständig.

## Berechnung der Geldstrafe (Tagessatzgeldstrafe)
Die Geldstrafe wird in Deutschland in Tagessätzen bemessen. Das Tagessatzsystem stammt aus Skandinavien und wurde 1975 in der Bundesrepublik eingeführt. Hintergrund dieser Regelung ist das Bestreben, die Strafen den unterschiedlichen wirtschaftlichen Verhältnissen der Angeklagten anzupassen.
Die Geldstrafe ergibt sich zum einen aus der Anzahl der verhängten Tagessätze (§ 40 Abs. 1 StGB) und zum anderen aus der Höhe des einzelnen Tagessatzes (§ 40 Abs. 2, 3 StGB). Beides wird miteinander multipliziert.
Beispiel: 30 Tagessätze (Anzahl) × 20 Euro (Höhe) = 600 Euro Geldstrafe.

### Anzahl der Tagessätze
Über die Anzahl der verhängten Tagessätze entscheidet das Gericht im Rahmen der eigentlichen Strafzumessung. Sie orientiert sich am Maß der Tatschuld und zielt auf einen gerechten Schuldausgleich. Eine höhere Anzahl bescheinigt eine höhere Schuld. Gesetzlich möglich sind 5 bis 360 Tagessätze, bei Bildung einer Gesamtstrafe nach § 54 StGB bis 720 Tagessätze.

### Höhe des Tagessatzes
Von dieser eigentlichen Strafzumessung zu trennen ist die Bestimmung der Höhe des einzelnen Tagessatzes. Die Höhe des Tagessatzes beträgt mindestens einen Euro und höchstens 30.000 Euro (§ 40 Abs. 2 Satz 4 StGB). Diese Spannweite dient der Anpassung der Strafe an die unterschiedlichen wirtschaftlichen Verhältnisse der Täter. Erreicht werden soll eine „Opfergleichheit“, d. h. die Wirkung der Strafe soll bei vergleichbarer Schuld ähnlich sein. Eine Person mit einem höheren Einkommen erhält so, bei vergleichbarer Tatschuld, eine höhere Strafe. Um dies zu erreichen, orientiert sich das Gericht an den persönlichen und wirtschaftlichen Verhältnissen des Täters: „Dabei geht es in der Regel von dem Nettoeinkommen aus, das der Täter durchschnittlich an einem Tag hat oder haben könnte.“ (§ 40 Abs. 2 Satz 2 StGB).
Vereinfachtes Schema: Tagessatz = monatliches Nettoeinkommen / 30
Das Nettoeinkommen umfasst sämtliche Einkünfte (z. B. auch Unterhaltsleistungen). Davon kann das Gericht abweichen, wenn andere Belastungen anzurechnen sind. Dazu zählen: Unterhaltsverpflichtungen, außergewöhnliche Schulden (z. B. aufgrund von Krankheit oder Ausbildung u. a.). Das Vermögen spielt in der Regel keine Rolle.
Das Gericht weicht von dem obigen Schema ebenfalls ab, wenn es sich um Geringverdiener bzw. Empfänger von Sozialleistungen handelt und sich das Einkommen am Rande des Existenzminimums bewegt. Es wird anerkannt, dass diese Personengruppe von der Geldstrafe härter getroffen wird. Die Tagessatzhöhe wird in diesen Fällen reduziert. Bei einem Bezieher von Arbeitslosengeld II wird der Tagessatz bspw. bis auf 5 Euro gesenkt. Bei Personen ohne Einkommen (z. B. Obdachlose, Strafgefangene ohne Verdienst) kann der Tagessatz auf einen Euro festgesetzt werden.
Seit 1. Oktober 2023 legt § 40 Abs. 2 Satz 3 StGB fest, dass das Gericht darauf achten muss, dass das zum Leben unerlässliche Minimum des Einkommens verbleibt. Der Gesetzgeber hat nicht bestimmt, was darunter zu verstehen ist, verweist aber auf die Rechtsprechung. Diese bezieht sich auf den sozialrechtlichen Begriff. Hier hat zuletzt das BVerfG im Urteil zu den Sanktionen im SGB II festgestellt, dass vom Existenzminimum mindestens 70 Prozent unerlässliches Existenzminimum darstellen.

#### Historische Entwicklung der Tagessatzhöhe
Das Mindestmaß betrug ab 1975 zwei DM und wurde 2002 auf einen Euro abgerundet, also noch nie erhöht.
Das Höchstmaß betrug 10.000 DM und wurde auf 5.000 Euro abgerundet. Es wurde 2009 infolge der Einkommenssteigerungen der vorangegangenen Jahrzehnte auf 30.000 Euro erhöht, um auch gegen Einkommensmultimillionäre angemessene Geldstrafen verhängen zu können.

### Schätzung
Dem Gericht ist es gestattet, das Einkommen des Angeklagten zu schätzen (§ 40 Abs. 3 StGB), z. B. wenn dieser keine oder unzureichende Angaben gemacht hat. Das Bundesverfassungsgericht hat hierzu aber klargestellt: „Jedoch setzt eine Schätzung die konkrete Feststellung der Schätzungsgrundlagen voraus; bloße Mutmaßungen genügen nicht. Die Grundlagen, auf welche sich die Schätzung stützt, müssen festgestellt und erwiesen sein sowie im Urteil überprüfbar mitgeteilt werden.“ Die Grundlage für die Schätzung muss also im Urteil vermerkt sein.

## Tilgung der Geldstrafe
Die Geldstrafe ist vorrangig durch Zahlung zu tilgen. Empirischen Befunden zufolge ist jedoch die Anzahl derjenigen, die die Geldstrafe nicht sofort bezahlen können, hoch. Es bleiben verschiedene Tilgungsvarianten:

### Ratenzahlung
Ist ein Verurteilter nicht in der Lage, die Geldstrafe in einem Betrag zu zahlen, so kann ihm auf Antrag eine Ratenzahlung gewährt werden (§ 42 StGB). Die Höhe der jeweiligen Raten soll so bemessen sein, dass der Strafcharakter der Sanktion nicht verloren geht. Gleichzeitig muss die Zahlung aber auch der Person zumutbar sein – entsprechend ihren aktuellen wirtschaftlichen Verhältnissen. Hinsichtlich der maximalen Dauer der Ratenzahlung gibt es keinen einheitlichen Maßstab. Eigentlich soll das Gericht über die Ratenzahlung entscheiden. Da es in der Mehrheit der Verfahren aber keine Verhandlung gibt, sondern die Urteile per Strafbefehl zugestellt werden und zusätzlich in einer großen Anzahl von Fällen die wirtschaftlichen Verhältnisse überhaupt nicht bekannt sind, erfolgt dies in der Regel nicht.
Vielmehr entscheiden über die Ratenzahlung dann im Vollstreckungsverfahren die Staatsanwaltschaften (§ 459a StPO). Dort muss der Geldstrafenschuldner einen schriftlichen Antrag auf eine Ratenzahlung stellen und dabei auch seine aktuellen wirtschaftlichen Verhältnisse und damit seine Zahlungsunfähigkeit nachweisen. Leistet ein Verurteilter Teilzahlungen, kann er bestimmen, ob diese zuerst auf die Geldstrafe, auf Nebenfolgen oder die Verfahrenskosten angerechnet wird. Ansonsten gilt die gesetzliche Reihenfolge Geldstrafe, Nebenfolgen, Verfahrenskosten (§ 459b StPO).
Eine Geldstrafe kann und soll von der Staatsanwaltschaft auch zwangsweise beigetrieben werden, wenn zu erwarten ist, dass die Geldstrafe gezahlt werden kann (§ 459c StPO).

### Freie Arbeit
Kann die Geldstrafe auch in Raten nicht gezahlt werden, kann dem Betroffenen auf Antrag die Tilgung der Geldstrafe durch freie Arbeit bewilligt werden (Art. 293 EGStGB). Jedes Bundesland hat hierzu eigene Tilgungsverordnungen erlassen, in denen das Verfahren geregelt ist. In der Regel ähneln sich die Verfahren: Der Verurteilte muss bei der Staatsanwaltschaft einen Antrag auf freie Arbeit stellen, indem er seine Zahlungsunfähigkeit nachweist (z. B. Bescheid über ALG II). Die Staatsanwaltschaft bewilligt dann diese Tilgungsvariante und teilt dem Verurteilten mit, wo er die gemeinnützige Arbeit leisten kann bzw. an welche Vermittlungsstelle er sich wenden muss. Ein Tagessatz Geldstrafe wird in der Regel durch sechs Stunden freie Arbeit getilgt – in Bremen und dem Saarland sind es abweichend vier Stunden, in Hamburg, Nordrhein-Westfalen und Sachsen fünf Stunden, in Brandenburg acht Stunden. In Einzelfällen, etwa bei Vorliegen gesundheitlicher Einschränkungen oder bei Wochenendarbeit, kann die Stundenzahl verkürzt werden. Wird die vollständige Anzahl an Stunden geleistet, ist die Geldstrafe getilgt. Kann nach Beginn der freien Arbeit die Restgeldstrafe doch gezahlt werden, ist dies jederzeit möglich.
Mit der Reform der Ersatzfreiheitsstrafen durch die Bundesregierung verändert sich auch die Anzahl der zu tilgenden Tagessätze durch freie Arbeit, da gemäß Art. 293 EGStGB die Länder die Zahl der Stunden bestimmen, durch die ein Tag Ersatzfreiheitsstrafe abgewendet wird. Ab dem 1. Februar 2023 halbiert sich die Ersatzfreiheitsstrafe. Damit halbiert sich auch die Anzahl der Tage, für die ersatzweise freie Arbeit geleistet werden muss. Mehrere Bundesländer haben daher die Zahl der pro Tag Ersatzfreiheitsstrafe abzuleistenden Stunden erhöht.

### Ersatzfreiheitsstrafe
Kann die Geldstrafe nicht eingebracht werden, so tritt an ihre Stelle die Ersatzfreiheitsstrafe (§ 43 StGB).
Ein Tag Ersatzfreiheitsstrafe entspricht zwei Tagessätzen. Bei Geldstrafen, die vor dem 1. Februar 2024 rechtskräftig geworden sind, entspricht ein Tag Ersatzfreiheitsstrafe einem Tagessatz. (§ 43 StGB, Art. 316o Abs. 2 EGStGB)
Die Ersatzfreiheitsstrafe wird vollstreckt wie eine Freiheitsstrafe. Aber dem Inhaftierten ist es jederzeit erlaubt, durch Zahlung des noch nicht verbüßten Restes der Geldstrafe die Inhaftierung sofort zu beenden.

## Weiteres

### Bundeszentralregistereintrag
Geldstrafen bis einschließlich 90 Tagessätzen werden nicht ins Führungszeugnis aufgenommen, der Verurteilte gilt gegenüber anderen als Justizbehörden als nicht vorbestraft, sofern nicht ein weiterer Eintrag im Bundeszentralregister hinzukommt oder zum Zeitpunkt der Erteilung des Führungszeugnisses bereits besteht. Das bedeutet praktisch, dass bei der Verhängung von zwei Geldstrafen binnen der 5 Jahren mindestens die zweite Strafe ins Führungszeugnis kommt. Ferner gilt diese sogenannte 90-Tagessatz-Regel nicht für in den §§ 174 bis 180 oder 182 StGB genannte Sexualstraftaten (§ 32 Abs. 1 Satz 2 BZRG).
Eine Geldstrafe bis einschließlich 90 Tagessätzen bleibt auch außer Betracht, wenn mehrere Verurteilungen in das Führungszeugnis aufzunehmen wären, die einzelne Geldstrafe jedoch bereits nicht mehr (§ 38 BZRG). In allen anderen Fällen werden alle Verurteilungen aufgenommen, auch dann, wenn sie einzeln bereits nicht mehr aufzunehmen wären (Sonderregelung).

### Ersatzgeldstrafe
Die Ersatzgeldstrafe nach § 47 Abs. 2 StGB wird verhängt, wenn das Gesetz einerseits die Verhängung einer Geldstrafe nicht vorsieht, andererseits die Verhängung einer sog. kurzen Freiheitsstrafe nach § 47 Abs. 1 StGB nicht unerlässlich ist. Solche Ersatzgeldstrafen werden oftmals z. B. in Fällen des besonders schweren Diebstahls nach § 243 Abs. 1 StGB oder der uneidlichen Falschaussage § 153 Abs. 1 StGB verhängt, weil diese Vorschriften eine Mindeststrafandrohung unterhalb von 6 Monaten Freiheitsstrafe haben, aber eine Geldstrafe nicht vorsehen.

### Keine Geldstrafen
Keine Geldstrafe im engeren Sinne sind Geldbußen, die Einziehung (bzw. der bis 2017 bestehende Verfall) sowie die 2002 für verfassungswidrig erklärte Vermögensstrafe.

### Europarecht
Seit 2005 ist der EU-Rahmenbeschluss zur gegenseitigen Anerkennung und Vollstreckung von Geldsanktionen in Kraft.